# Tara Heiss
Tara Grey Heiss (Bethesda, 2 dicembre 1956 – 7 luglio 2023) è stata una cestista statunitense.

## Carriera
Con gli Stati Uniti disputò i Campionati mondiali del 1979.